# Лангштедт
Лангштедт (нім. Langstedt) — громада в Німеччині, розташована в землі Шлезвіг-Гольштейн. Входить до складу району Шлезвіг-Фленсбург. Складова частина об'єднання громад Еггебек.
Площа — 13,19 км2. Населення становить 1042 ос. (станом на 31 грудня 2020).